# Iera Echebarría
Iera Echebarria (20 de outubro de 1992) é uma jogadora de rugby sevens espanhola.

## Carreira
Iera Echebarria integrou o elenco da Seleção Espanhola Feminina de Rugbi de Sevens, na Rio 2016, que foi 7º colocada.